# 南人黨
南人黨，是朝鮮王朝中期士林派朋黨。
南人黨是在1591年因反對李山海從東人黨中分裂出來，領袖是柳成龍。在1607年柳成龍死後，尹鑴在1675－1678年出任南人黨領袖。
他們支持張禧嬪成為王妃，但因後來仁顯王后復位被趕出朝廷，但他們仍生存至18世紀。
前左議政許穆是該派重要人物。

## 南人的主要領袖
- 柳成龍
- 李德馨
- 李元翼